# Indukcja prawnicza
Indukcja prawnicza – polega na wywiedzeniu obowiązywania jakiejś normy prawnej z obowiązywania norm prawnych, które można uznać za jej egzemplifikację. Innymi słowy normy te można uznać za stanowiące przypadki (przykłady) potwierdzające (unaoczniające) działanie normy z nich wyprowadzanej a ich obowiązywanie mogłoby zostać z treści tej normy w sposób logiczny lub quasi-logiczny wywnioskowane.
Indukcja prawnicza służy przede wszystkim do budowania zasad prawnych nie będących wprost (explicite) wyrażonymi w przepisach prawa. Dzięki też temu te mogą znaleźć zastosowanie w stanach faktycznych, jakie nie są unormowane normami prawnymi obowiązującymi bezpośrednio.